# Gustavo Correia
Gustavo Fernandes Correia (30 dicembre 1991) è un arbitro di calcio portoghese.

## Carriera
Esordisce in Primeira Liga il 16 giugno 2020 dirigendo Santa Clara - Portimonense. Il 26 febbraio 2022 viene designato per dirigere l'incontro di Souper Ligka Ellada tra Arīs Salonicco e Asteras Tripolīs.